# Мерфи (вулкан)
Мерфи (англ. Mount Murphy) — потухший вулкан в Антарктиде. Высота 2705 метра. Это второй по высоте вулкан в массиве Андрус-Уаиш-Мерфи. Последнее извержение было в позднем миоцене (точных данных нет). Мерфи является массивным, заснеженным и сильно эродированным щитовым вулканом, с крутыми, скалистыми склонами. Расположен к югу от полуострова Медведя, Земли Мэри Бэрд. Ограничен Горами Смит, Хайнс Ледниками.
Назван в честь Роберта Мерфи, работавшего в Американском музее естественной истории, видного специалиста по Антарктике и субантарктических птиц.